# Xaenapta bakeri
Xaenapta bakeri là một loài bọ cánh cứng trong họ Cerambycidae.